# IC 3208
IC 3208 — галактика типу Irr   B () у сузір'ї Діва.
Цей об'єкт міститься в оригінальній редакції індексного каталогу.